# Arsenio Meza
Pour les articles homonymes, voir Meza.
Arsenio Meza (né le 22 janvier 1953 à Asuncion au Paraguay) est un joueur de football international paraguayen, qui évoluait au poste d'attaquant.

## Biographie

### Carrière en sélection
Avec l'équipe du Paraguay, il joue 4 matchs (pour un but inscrit) en 1979. 
Il figure dans le groupe des sélectionnés lors de la Copa América de 1979 remportée par son équipe.

## Palmarès
Paraguay
- Copa América (1) :
  - Vainqueur : 1979.